# كومبيين
كومبيين (بالفرنسية: Compiègne)‏ هي مدينة في شمال فرنسا وهي بلدية تقع في إقليم واز على ضفاف نهر واز. وفقا لإحصاء 2007 بلغ عدد سكانها 41,714 نسمة.

## توأمة
لكومبيين اتفاقيات توأمة مع كل من:
- لاندسهوت (1962 -)
- كريات طبعون
- أرونا ، بيدمونت
- بوري سانت ادموندز
- البلنغ
- غيمارايش (24 يونيو 2006 -)[13]
- هوي
- رالي
- شيراكاوا
- Vianden [الإنجليزية]‏

## أعلام
- لويس هياسنت بوافن
- مارتن ميمون
- سيلفي هينروتين
- روسيلنيوس
- زكرياء بركديش
- الآيي بطرس
- باول لاكومب دي لا تور
- غي، كونت فلاندرز
- لويس الثاني ملك فرنسا
- لويس الخامس ملك فرنسا

## وصلات خارجية
- الموقع الرسمي لمجلس المدينة (بالفرنسي)